# Höchstädt im Fichtelgebirge
Höchstädt im Fichtelgebirge é um município da Alemanha, situado no distrito de Wunsiedel, no estado da Baviera. Tem 14,95 km² de área, e sua população em 2019 foi estimada em 1.063 habitantes.